# Wojciech Rutkowski (siatkarz)

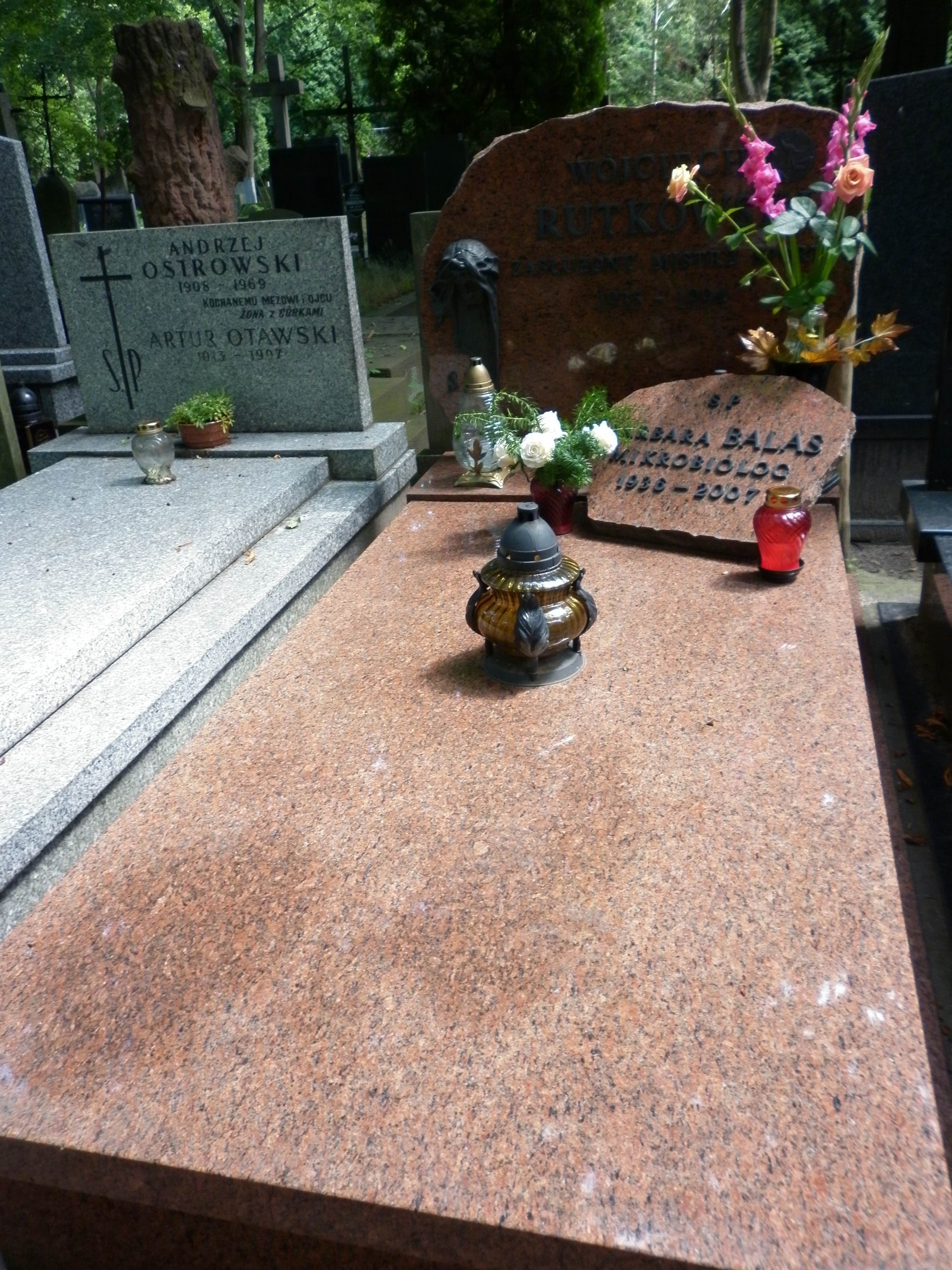
Grób Wojciecha Rutkowskiego na cmentarzu Powązkowskim

Wojciech Rutkowski (ur. 19 listopada 1935 w Warszawie, zm. 29 maja 1994 w Warszawie) – polski siatkarz, reprezentant kraju, olimpijczyk z Meksyku 1968, legenda siatkarskiej Legii Warszawa, trener.
Przez całą karierę sportową reprezentował barwy Legii Warszawa (1951–1972), z którą zdobył 5 tytułów mistrza Polski (1962, 1964, 1967, 1969, 1970), 8 srebrnych medali MP (1956, 1957, 1958, 1959, 1963, 1965, 1966, 1971), 5 brązowych medali MP (1955, 1960, 1961, 1968, 1973) i raz Puchar Polski (1961).
Srebrny medalista Pucharu Świata 1965 z Warszawy i brązowy medalista Mistrzostw Europy 1967 ze Stambułu. 4-krotny uczestnik mistrzostw świata (1956, 1960, 1962, 1966) oraz 3-krotny uczestnik Mistrzostw Europy (1955, 1958, 1963). 290-krotny reprezentant Polski (1955–1968).
Po zakończeniu kariery sportowej trener młodych siatkarzy w Legii Warszawa. Pochowany na cmentarzu Powązkowskim (kwatera 218-6-25).